# Сімпсонвілл (Південна Кароліна)
Сімпсонвілл (англ. Simpsonville) — місто (англ. city) в США, в окрузі Грінвілл штату Південна Кароліна. Населення — 23 354 особи (2020).

## Географія
Сімпсонвілл розташований за координатами 34°43′45″ пн. ш. 82°15′27″ зх. д. / 34.72917° пн. ш. 82.25750° зх. д. (34.729034, -82.257523).  За даними Бюро перепису населення США в 2010 році місто мало площу 22,88 км², з яких 22,82 км² — суходіл та 0,06 км² — водойми.

## Демографія
Згідно з переписом 2010 року, у місті мешкало 18 238 осіб у 7040 домогосподарствах у складі 5008 родин. Густота населення становила 797 осіб/км².  Було 7624 помешкання (333/км²).
Расовий склад населення:
| - 75,7 % — білих - 16,4 % — чорних або афроамериканців - 1,3 % — азіатів - 0,3 % — корінних американців - 0,1 % — вихідців з тихоокеанських островів - 3,9 % — осіб інших рас |

До двох чи більше рас належало 2,3 %. Частка іспаномовних становила 8,9 % від усіх жителів.
За віковим діапазоном населення розподілялося таким чином: 26,0 % — особи молодші 18 років, 63,0 % — особи у віці 18—64 років, 11,0 % — особи у віці 65 років та старші. Медіана віку мешканця становила 36,5 року. На 100 осіб жіночої статі у місті припадало 93,9 чоловіків;  на 100 жінок у віці від 18 років та старших — 88,7 чоловіків також старших 18 років.
Середній дохід на одне домашнє господарство  становив 69 761 долар США (медіана — 56 691), а середній дохід на одну сім'ю — 77 154 долари (медіана — 66 503). Медіана доходів становила 41 346 доларів для чоловіків та 35 909 доларів для жінок. За межею бідності перебувало 7,3 % осіб, у тому числі 8,0 % дітей у віці до 18 років та 9,6 % осіб у віці 65 років та старших.
Цивільне працевлаштоване населення становило 10 855 осіб. Основні галузі зайнятості: виробництво — 22,0 %, освіта, охорона здоров'я та соціальна допомога — 17,7 %, роздрібна торгівля — 14,6 %.